# フランシスコ・デ・ビトリア

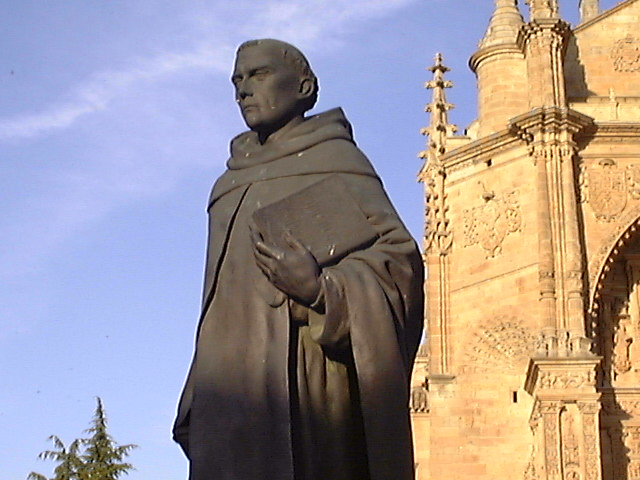
フランシスコ・デ・ビトリア / サラマンカ大学サン・エステバン神学院前の像

フランシスコ・デ・ビトリア（Francisco de Vitoria, Francisco de Arcaya y Compludo, バスク語: Frantzisko Vitoria, Frantzisko Gasteizkoa, ラテン語: Franciscus de Vitoria, Francisci de Vitoria / 1492年頃 – 1546年8月12日）はルネサンス期スペインにおけるカトリック神学者・哲学者・法学者である。
いわゆる「サラマンカ学派」（ドミニコ会学派）の始祖として知られ、特に正戦論・国際法学への貢献によって「国際法の父」とみなされている。

## 略歴
ブルゴス (Burgos)に生まれる。生年は1483年・1485年など諸説があり、出自についてはコンベルソ（改宗ユダヤ人）の家系との説もある。1506年、ドミニコ会に入会し、留学して当時同会随一の神学大学であったパリのサン・ジャック学院でトマス・アクィナスの神学を学び、エラスムスらのユマニストと親交を結んだ。1512年にはトマスの『神学大全』（第1・2部）に自らの序文をつけて刊行、1522年、パリ大学で神学博士の学位を取得した。翌1523年スペインに帰国したビトリアは、バリャドリッドのサン・グレゴリオ学院で神学教授となり、1526年にはサラマンカ大学神学部正教授の地位を得、以後死去まで午前の部での講義を続けた。
神聖ローマ皇帝となった当時の国王カルロス1世も神学者としてのビトリアを高く評価しており、1527年には彼はエラスムスの著作が異端か否かを論じる審議会への出席を求められ、1539年にはインディアスにおける大量強制改宗が正しいか否かの諮問を受け、死の前年の1545年にはトリエント公会議への代表団の一員に指名される（ただし病気のため不参加）など、スペインの王室・教会に対し強い影響力を持った。サラマンカ大のサン・エステバン学院にて死去した。

## 業績

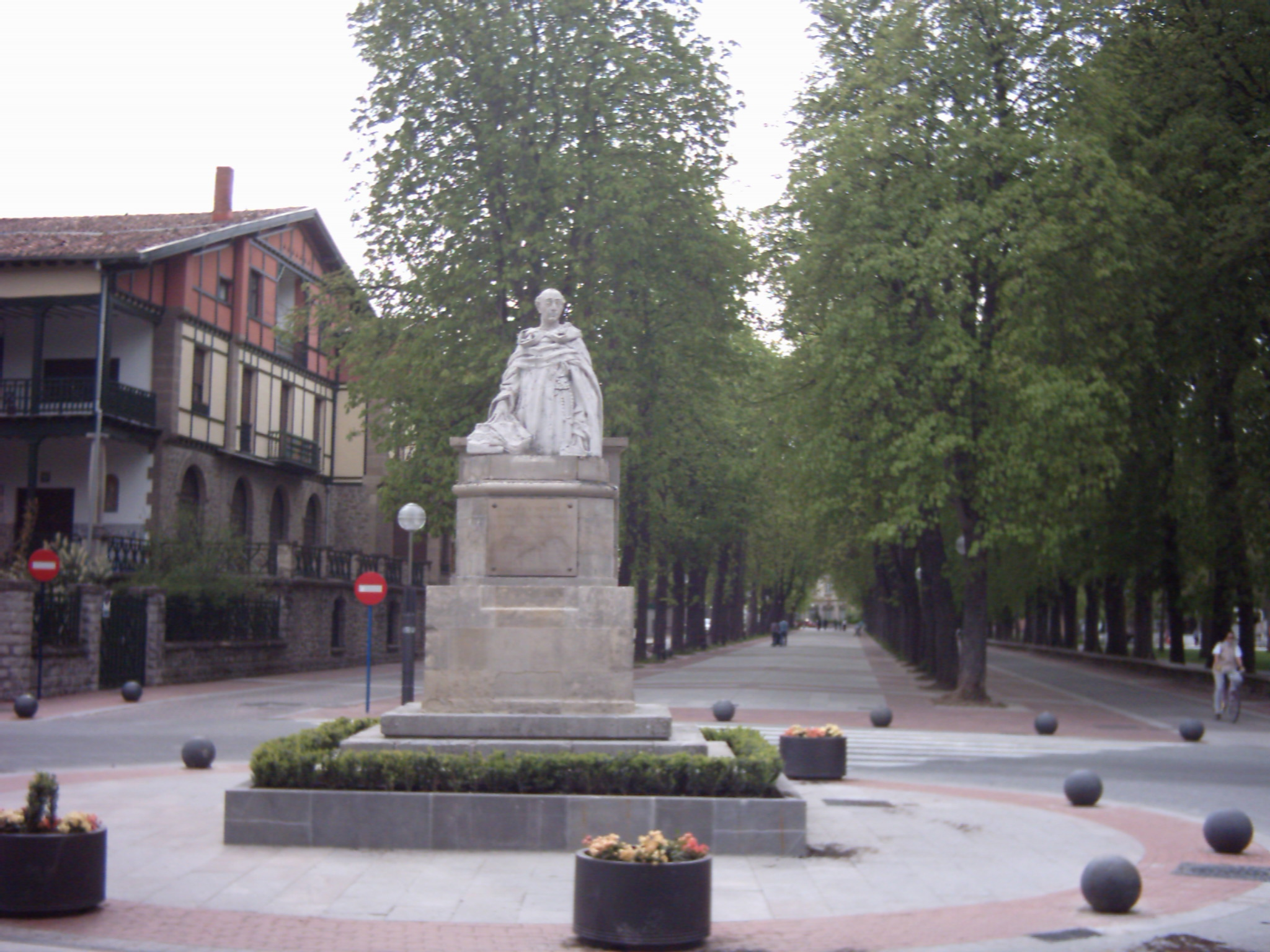
出生地とされるビトリア＝ガステイス市のビトリアの立像

### サラマンカ学派の形成
サラマンカ大学においてビトリアは、それまで使用されていたロンバルドゥスの『命題論集』に代えてトマスの『神学大全』を取り入れ、トマスの教説を進化させつつ実証神学と思弁神学の調和を試み、歴史神学の基礎を形成した。また1528年から1540年におこなった15（現在知られているもの）の「特別講義」（大学の通年講義以外に年1・2回おこなわれる講義）などを通じ、トマスの学説を当時の社会・倫理・法・経済の問題に照らして展開した点で、きわめて実学的な志向を有していた。ここで彼は同僚のドミンゴ・デ・ソトに影響を与え、メルチョル・カノ、バロトロメ・デ・メディナ、ドミンゴ・バニェスらを指導、16世紀サラマンカ学派の開祖となった。

### 経済理論
1534年10月「トマスの道徳体系」関する講義を開始したビトリアは、翌1535年3月から4月にはトマスの徴利論（利子徴収の是非をめぐる議論）に関する講義を行った。これはサラマンカ学派の経済理論の端緒とされており、彼の後継者たるドミンゴ・デ・ソトやマルティン・デ・アスピルクエタらによって引き継がれ、「公正価格論」「貨幣数量説」として特徴づけられる理論へと発展を遂げることになった。

### インディオ問題と国際法理論
ビトリアは1533年のピサロによるインカ皇帝アタワルパ殺害の報に接してペルー征服の正当性に疑義を表明し、これを契機に1539年にサラマンカ大学でインディオ（インディアス先住民）問題について2回の特別講義を行った（1月の「インディオについて」 (De Indis) および6月「戦争の法について」 (De Jure belli)）。ここで彼はトマスの理論に依拠して植民政策を倫理学的に論じたが、1493年の教皇アレクサンデル6世による「贈与大教書」をスペイン国王によるインディアス支配の法的根拠とする見解に異議を唱えるとともに、世界の諸民族間の交流（通商・航海・旅行）の自由を主張してスペインによる「新大陸」征服・統治を法的に根拠づけた。しかしその一方で人間の権利を自然権として根拠づけ、異教徒たるインディオ（インディアス先住民）の権利を擁護し、万民法（国際法）を国家の法の上位に位置づけている。
以上のようなビトリアの万民法理論は、スアレスやグロティウスらに継承されて近代的な国際法理論へと発展していったため、今日彼は「国際法の父」とされている。

## 著作
ビトリアは生前には著作を公刊しておらず、学生によって記された講義録の集成『神学再講義』 (Relectiones Theologicae) が死後刊行された。この講義録は1557年のリヨン版に始まって1665年のマドリッド版に至るまで17の異なる版が刊行されている。

## 人物・エピソード
当代随一の神学者と高く評価されていた彼の講義は大変な人気を呼び、国王カルロス1世を始めとして全国の学生がサラマンカに聴講に集まるほどであった。そのさい聴講を希望する学生たちが痛風に悩む彼を講義室まで担いで運んだこともあったという。このため「インディオについて」講義については500部を越える写本が作成されている。彼が没したサン・エステバン学院の回廊天井には、法衣をまとった彼とドミンゴ・デ・ソトの肖像画が掲げられている。